# Mil Mi-34
Il Mil Mi-34 (nome in codice NATO "Hermit" - eremita) è un elicottero leggero da addestramento, adatto anche per esibizioni acrobatiche.
Dotato di rotore a pale semirigide, è in grado di eseguire figure acrobatiche come il looping.
Il suo primo volo risale al 1986 ed è entrato in produzione nel 1989. Il progetto dell'elicottero leggero è stato elaborato per sostituire la flotta degli elicotteri Mil Mi-1 e Mil Mi-2 utilizzati prima per addestrare i piloti russi.

## Varianti
- Mil Mi-34S (in cirillico: Ми-34C) - la versione con quattro posti.
  - Mil Mi-34AS[1] (in cirillico: Ми-34AC) - la versione VIP del Mil Mi-34S
- Mil Mi-34R (in cirillico: Ми-34P) - la versione in dotazione alla polizia stradale russa.
- Mil Mi-34V (in cirillico: Ми-34В oppure Ми-34ВАЗ) conosciuta anche come Mil Mi-234 - la versione del Mil Mi-34 con due motori VAZ-4265 (in cirillico: ВАЗ-4265)
- Mil Mi-34UT - la versione da addestramento del Mil Mi-34

## Utilizzatori

### Militari
Bosnia ed Erzegovina
- Ratno zrakoplovstvo i protivzračna Odbrana Bosne i Hercegovine

1 consegnato ed operativo a febbraio 2017.

## Elicotteri compatibili
- MD Helicopters MD 500
- Bell 206
- Bell OH-58 Kiowa